# Otokiči
Otokiči (音吉 nebo 乙吉, anglicky Otokichi), někdy také uváděný jako Jamamoto Otokiči, později přijal jméno John Mattew Ottoson (1817 – 18. ledna 1867), byl japonský námořník, který se shodou náhod dostal do USA a Velké Británie, aby se poté stal prvním japonským obyvatelem Singapuru. To vše v období japonské izolace.

## Dobový kontext
Japonsko bylo v období Edo (1603 – 1868), kdy v zemi vládl šógunát Tokugawa, velmi izolovanou zemí. Japonci, kteří z jakéhokoliv důvodu zemi opustili, se do ní pod hrozbou trestu smrti nesměli vrátit. Cizincům byl až na výjimky vstup do Japonska zakázán. Pouze Nagasaki (na ostrově Kjúšú) zůstalo částečně otevřené jako hlavní obchodní přístav pro Nizozemskou východoindická společnost. Toto období národní izolace nazývané sakoku platilo po více než 250 let. Ukončil ho až roku 1853 americký komodor Matthew Perry se svou flotilou, když Japonsko k otevření země donutil (viz uplatnění politiky dělových člunů).

## Život
Otokiči pocházel z prefektury Aiči. V roce 1832 sloužil jako člen posádky na lodi Hojunmaru (宝順丸). To byla japonská džunka o výtlaku 150 tun, která převážela především rýži (mohla vézt až 1200 pytlů rýže) a porcelán. Posádku tvořilo 14 mužů, někteří byli Otokičiho příbuzní. Loď vyrazila 12. listopadu 1832 z přístavu Toba, jejich cílem bylo Edo (nynější Tokio).

### Plavba do Ameriky
Cestou je ale zasáhl tajfun, který loď smetl daleko z plánovaného kurzu do Tichého oceánu, utrhl jí stěžeň a zlomil kormidlo. Silně poškozená loď nebylo možné řídit, a tak byla po 14 měsíců bezcílně unášena Tichým oceánem. Když v prosinci 1833 přistála u mysu Alava na severozápadním pobřeží Severní Ameriky, byl naživu již pouze Otokiči (tehdy 14 let) a jeho kolegové Kjukiči a Iwakiči, kterým bylo 15 a 28 let. Ani po přistání neměli štěstí, protože loď byla vypleněna indiány kmene Makahů a oni skončili jako jejich otroci.
Zprávu o tom, že Makahové odvedli tři „Číňany“ jako otroky, brzy sdělil místní indiánský zvěd „Velkému náčelníkovi“ – Dr. Johnu McLoughlinovi – vedoucímu Společnosti Hudsonova zálivu ve Fort Vancouveru na řece Columbia. Ten vyslal dvacetičlennou záchrannou skupinu, která však nedokázala překonat zasněžené hory a musela se vrátit do Fort Vancouveru.
V červnu 1834 dostala loď, která se chystala vyplout z Fort Vancouveru na sever, příkaz od Dr. McLoughlina zastavit u mysu Alava a zjistit o třech zajatcích více informací. Pokud to bude možné, měl kapitán všechny tři muže vykoupit na svobodu. Kapitán McNeill u indiánů skutečně zakotvil a pozval náčelníka Makahů na palubu své brigy Llama pod záminkou obchodního návrhu. Jakmile se ale náčelník dostavil na palubu, byl zajat a McNeill mu nabídl svobodu výměnou za „tři čínské námořníky“. Náčelník s tím souhlasil, nicméně v tu chvíli se podařilo najít pouze dva z „Číňanů“ a zajistit jejich svobodu. Třetí z nich, Otokiči, zrovna nebyl v táboře2, a tak loď odjela bez něho. 
Když se Llama vracela zpět na jih, byla již Otokičiho svoboda vykoupena několika barevnými bavlněnými přikrývkami, kterých si Makahové vážili. Osvobození japonští námořníci pak byli v létě 1834 převezeni do pevnosti Fort Vancouver. Dr. McLoughlin v nich viděl potenciál pro otevření obchodu s Japonskem, proto v pevnosti všichni pobývali pod záštitou Společnosti Hudsonova zálivu a rychle se učili anglicky.

### Cesta do Evropy
McLoughlin chtěl o svém plánu na otevření obchodu s Japonskem přesvědčit britskou korunu, a proto se všichni tři Japonci v listopadu 1834 nalodili na brigu Eagle, která pod vedením kapitána Downse mířila do Anglie. Odtamtud se měli všichni tři dostat do Japonska na jiné lodi. Po několika zastávkách doplula loď Eagle v červnu 1835 v pořádku do Londýna. Byli prvními Japonci od Kryštofa a Kosmy (1587), kteří do Londýna dopluli. Nicméně v Londýně dlouho nemohli dostat povolení opustit loď. Nakonec jim byla povolena pouze jednodenní prohlídka města, viděli dokonce i Windsorský zámek. Veškerý ostatní čas ale museli zůstat na lodi a britská vláda návrh Dr. McLoughlina odmítla. Všichni tři mladíci byli následně přemístěni na loď General Palmer, na které se měli vrátit domů.  Loď měla nicméně namířeno do Macaa.

### Macao a pokus o návrat do Japonska
General Palmer zakotvila v Macau v prosinci 1835. Britové svěřili péči o tři Japonce Charlesi Elliotovi, britskému konzulovi a obchodnímu komisaři, který působil v Macau. Konzul Elliott zase požádal svého asistenta, tlumočníka a německého misionáře Karla Friedricha Augusta Gützlaffa, který již plynně ovládal několik východních jazyků, aby využil příležitosti a učil se od nich japonsky. Skoro celý následující rok učili všichni tři Gützlaffa japonštině a na oplátku dostávali lekce angličtiny od Gützlaffovy manželky v místní škole. Především s Otokočiho pomocí se Gützlaff pokoušel o překlady některých náboženských textů. Otokoči dokonce přepsal foneticky zjednodušenou katakanou Evangelium podle Jana, které společně přeložili a které bylo v květnu 1837 vytištěno v Singapuru místní misijní tiskárnou. Nicméně již následujícího roku Americká biblická společnost jeho další publikaci zastavila, protože překlad byl považován za nedostatečný.

Japonská kresba lodi Morrison z doby, kdy loď kotvila u Eda.

V této době Otokoči konvertoval ke křesťanství, nechal se pokřtít a přijal jméno John Matthew Ottoson. Příjmení Ottoson si zvolil ještě s ohledem na pobyt v Americe. Lidé ho tam oslovovali zkrácenou verzí jeho jména – „Oto“ jeho přátelé ze zdvořilosti přidávali japonskou příponu „san“. Američané jméno namísto „Oto-san“ často vyslovovali spíše jako švédsky znějící „Ottoson“. 
V červnu 1838 přijel do Macaa americký obchodník Charles King. Na jeho lodi přijeli další čtyři japonští trosečníci, které King a jeho posádka zachránili na Luzonu. V té době britská vláda již nechtěla financovat živobytí Otokočiho a jeho dvou krajanů. Charles King všem sedmi Japoncům nabídl, že je dopraví zpět do Japonska. Učinil to, podobně jako dříve McLoughlin, s vidinou navázání obchodních styků v Japonsku. Dne 4. července 1836 se tedy všech sedm Japonců nalodilo na loď Morrison. Spolu s nimi cestovali i dva misionáři, reverend Williams a lékař Parker.
O několik dní později loď dorazila do Napacanu (dnešní Naha, Okinawa). Lodi bylo dovoleno zakotvit jen na tak dlouho, aby mohl shromáždit zásoby. Během pobytu v přístavu si doktor Parker všiml, že několik místních obyvatel je nakaženo neštovicemi. S Otokočim jako tlumočníkem použil lékař své zásoby léků k vyléčení několika ostrovanů.
Loď pokračovala směrem do Eda, kam dorazila 30. července. Tam byla loď ale opakovaně dělostřelecky ostřelována. Poté se vydala do Kagošimy, kde se ale opět setkala s dělostřelbou. Nakonec se tedy výprava rozhodla svého úsilí zanechat a vrátila se zpět. Pro všechny trosečníky na palubě to znamenalo konec nadějí na návrat do vlasti.

### Nový život v zahraničí
Po návratu z plavby do Japonska se Otokoči nejprve usadil v Macau, kde pracoval jako tlumočník pro britské obchodníky a misionáře. Opiové války mezi Čínou a Velkou Británií v letech 1839–42 přivedly Otokičiho do pevninské Číny, kde sloužil jako tlumočník, protože se během pobytu v Macau naučil mluvit hovorovou čínštinou. V roce 1842 se dostal zpět do Macaa, kde začal pracovat ve firmě Dent & Co., se kterou se dostal do Šanghaje, kde se usadil. Dvakrát se oženil a měl tři děti.
V roce 1854, krátce poté, co komodor Matthew Perry z amerického námořnictva násilím otevřel Japonsko americkým lodím, angažoval britský admirál James Stirling Otokičiho jako překladatele při vyjednávání o otevření přístavu Nagasaki Anglii. Jednání byla úspěšná a vyústila v podpis anglo-japonské partnerské smlouvy. Při této příležitosti japonský šógunát nabídl Otokičimu, aby se vrátil do Japonska, což již Otokoči odmítl. Po návratu z plavby naopak využil nabídku k přijetí britského občanství.
Dne 17. února 1862 dorazila do Singapuru japonská diplomatická mise, které se v Singapuru zastavila na své cestě do Evropy. Misi vedl guvernér oblasti Šimocuke Takenouči Jasunori (竹内 保徳). Součástí mise byl i tlumočník Jukiči Fukuzawa, později jeden z hlavních propagátorů reforem Japonska v období Meidži. Otokiči se s nimi setkal v hotelu Adelphi a sloužil jim jako průvodce Singapurem.
Na konci padesátých let 19. století se spolu se svou ženou přestěhovali do Singapuru a stal se prvním Japoncem, který se v Singapuru usadil. Britové ho štědře odměnili za jeho podíl na smlouvě s Japonskem a předtím v Šanghaji se mu dařilo i obchodně. Mohl si tedy dovolit pronajmout si luxusní koloniální dům na Orchard Road. V Singapuru pak roku 1867 zemřel na tuberkulózu.

### Posmrtné osudy

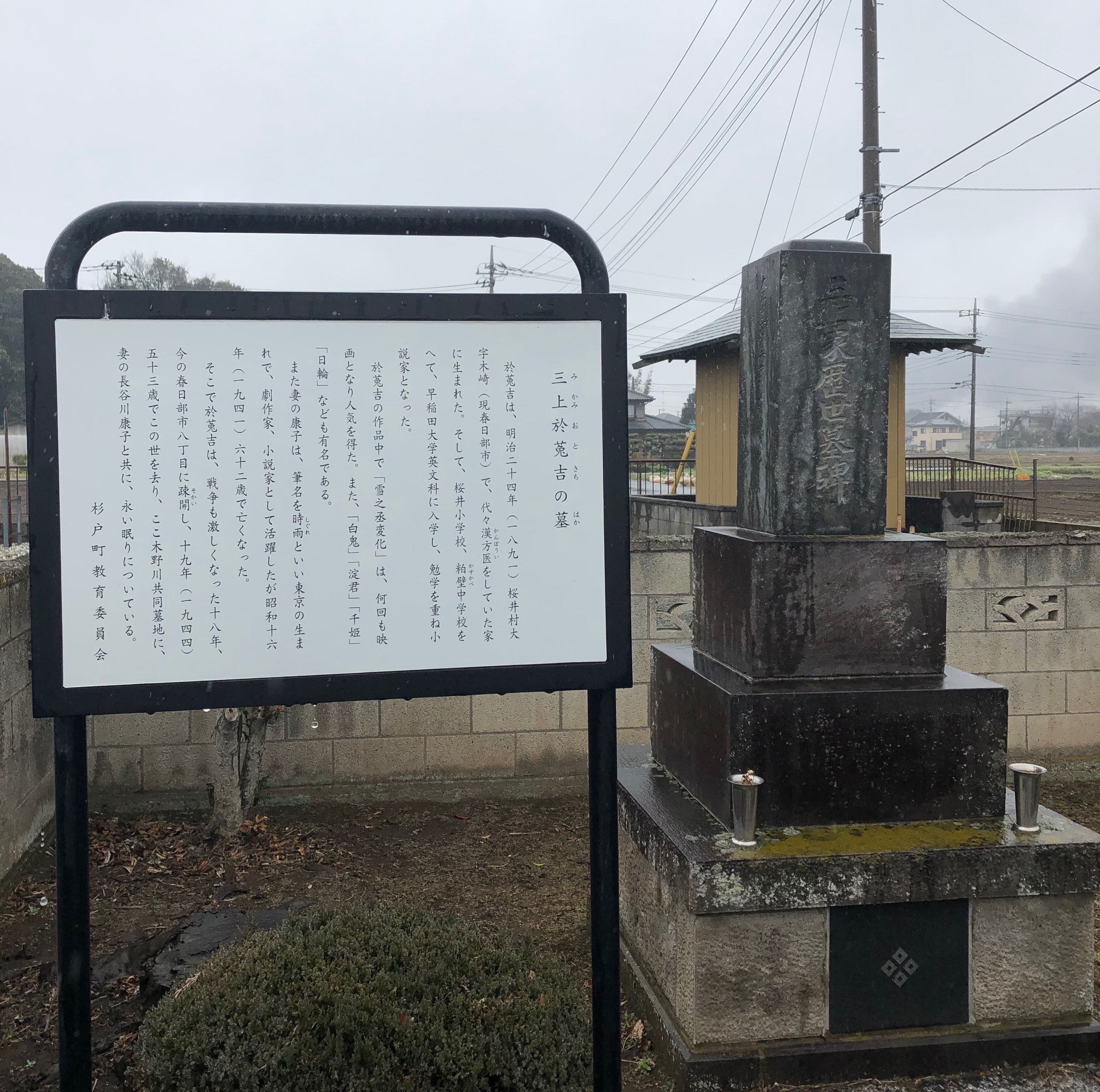
Otokičiho náhrobek v Japonsku.

Otokičiho ostatky byly pohřbeny na místním křesťanském hřbitově a jeho žena Louisa se znovu provdala.
Zájem o Otokičiho osobu znovu oživila nejprve Japonská biblická společnost (日本聖書協会, Nihon Seisho Kyōkai), když její členové začali po Otokičiho osudech začali pátrat v jeho domovské vesnici v prefektuře Aiči. Roku 1985 navštívil Juzo Igaraši Singapur, kde v archivech pátral po Otokičiho osudech. Podařilo se mu najít dokument, s jehož pomocí Otokičiho hrob skutečně našel. Na začátku devadesátých let bylo Otokičiho tělo exhumováno a umístěno do budhistického mauzolea na japonském hřbitově v Singapuru. O několik let později bylo jeho tělo znovu exhumováno, zkremováno a jeho popel rozdělen do tří uren:
- První urna zůstala na japonském hřbitově v Chou-kangu (Singapur).
- Druhá urna byla dopravena do chrámu v Rjóandži, kde mu byl vystavěn náhrobek připomínající jeho plavbu na nešťastné lodi Hojunmaru.
- Třetí urna byla odevzdána jedinému známému Otokičiho potomkovi, Jundžimu Jamamotovi.[1]